# 工業地域

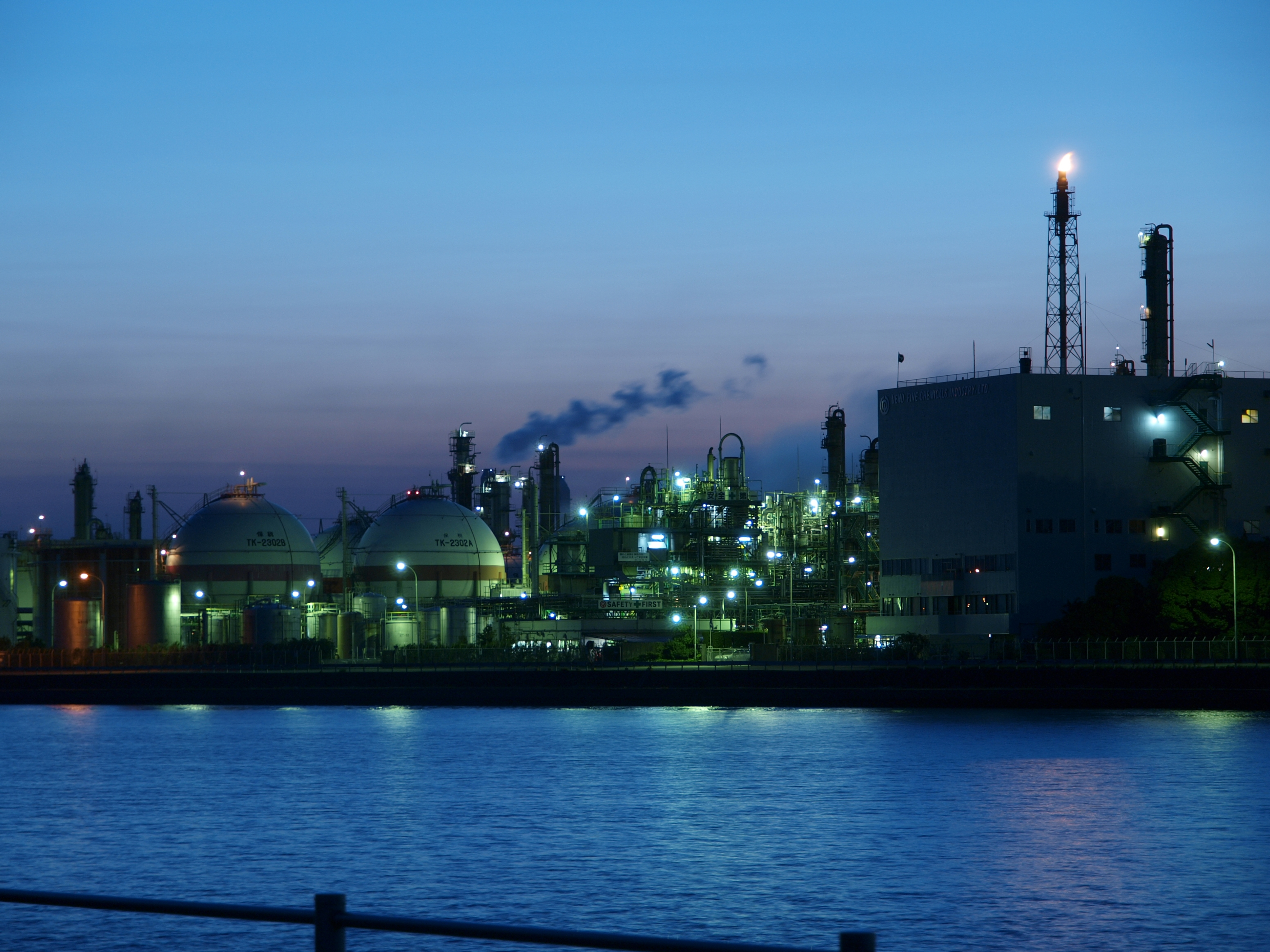
日本最大の工業地帯である中京工業地帯の四日市コンビナート

工業地域（こうぎょうちいき、英語: industrial region）とは、工業活動の集積がみられ、景観・機能の観点で工業活動が特筆される地域のことである。工業地域では、工業的土地利用が卓越するほか、工場間での分業ネットワークが発達している。また、特に規模が大きい場合は工業地帯（こうぎょうちたい）ともよばれ得る。
等質地域として工業地域を捉える場合は、工業地域は工業活動が卓越し、工業関係の土地利用が顕著な地域と解釈できる。工業の集積により、工業地域では工業数の増加が進行し、工業従事者の増加、工業関連施設の集積、当該地域の財政への影響力の増大などが進行していく。
一方、機能地域としては、工業生産における分業ネットワークをもとに工業地域を捉え、工業生産と関連機能が集積して形成された、まとまりをもつ地域のことを工業地域とすることもできる。機能地域的な工業地域は、工業圏ともいう。

## 形成
近代の工業地域の形成は、工業化と深い関係性を持つ。近代初期は、主に原料産地や集散地、都市において工業地域が形成された。その後、資本主義の発展に伴い、局地的な市場圏の再編が進行し、国家レベルの工業地帯が形成されていった。一方、工業の過度な集積による問題が原因となり、地方の工業化が進行するようになっていった。1990年代以降はグローバル化の進行により、新興国において工業地域が形成されるようになってきている。

## 類型
海岸地域に形成された工業地域を臨海工業地域（地帯）という。埋立地や干拓地に作られ、専用の港湾を持っていることが多い。原料の入手や製品の搬出に有利で、日本など原料・燃料の輸入の割合の高い国によく見られる。重化学工業が立地する。反対に、内陸部にある工業地域は内陸工業地域（地帯）という。海港から離れた内陸部に形成された工業地域で、内陸部に豊富な地下資源の産地があるなどの場合は、それらに牽引されて内陸に大工場が立地すると同時に都市が発展するので、大規模な内陸工業地域が成立する。

## 各国・各地域の工業地帯・工業地域

### 日本
日本国内においては、歴史や規模を考慮して、京浜、中京、阪神、北九州の四大工業地帯のみを工業地帯と呼び、他を工業地域と呼んで区別することがある（最近では北九州を工業地域とする場合もある）。ただし、四大工業地帯以外でも、工業地帯という名称が公式に用いられたり、一般に普及しているものも数多い。
- 太平洋ベルト
  - 鹿島臨海工業地帯
  - 京葉臨海工業地帯
  - 京浜工業地帯
  - 東海工業地域
  - 中京工業地帯
  - 阪神工業地帯
  - 堺泉北臨海工業地域
  - 播磨臨海工業地域
  - 瀬戸内工業地域
  - 北九州工業地帯（北九州工業地域）
  - 大分臨海工業地域
- 北海道工業地域（道央工業地域）
- 仙台湾臨海工業地域
- 常磐工業地域
- 北関東工業地域・関東内陸工業地域
- 北陸工業地域
- 八代臨海工業地域
- 細島臨海工業地域

### アメリカ合衆国
- 大西洋岸中部工業地帯（メガロポリス）（ニューヨーク、フィラデルフィア、ボルティモアなど）
- 五大湖沿岸工業地帯（英語版）（デトロイト、クリーブランド、ピッツバーグ、シカゴ、ミルウォーキー、ゲーリー）
- 太平洋岸工業地帯（英語版）（ロサンゼルス、サンフランシスコ、サンノゼなど）
- ニューイングランド工業地帯（ボストンなど）
- 中西部工業地帯（セントルイス、ミネアポリス、カンザスシティ）
- 南部工業地帯（ダラス、バーミングハム、アトランタ、ヒューストン、ニューオーリンズなど）

### 大韓民国
- 京仁工業地帯（ソウル特別市の一部、富川市、仁川広域市、始興市、安山市など）
- 嶺南内陸工業地帯（大邱広域市、慶山市、亀尾市など）
- 南東臨海工業地帯（釜山広域市、蔚山広域市、浦項市、昌原市など）

### ドイツ
- ルール工業地帯